# Gandesa (kommunhuvudort)
Gandesa är en kommunhuvudort i Spanien.   Den ligger i provinsen Província de Tarragona och regionen Katalonien, i den östra delen av landet, 400 km öster om huvudstaden Madrid. Gandesa ligger 374 meter över havet och antalet invånare är 2 957.
Terrängen runt Gandesa är kuperad åt sydost, men åt nordväst är den platt. Runt Gandesa är det ganska glesbefolkat, med 36 invånare per kvadratkilometer. Gandesa är det största samhället i trakten. Trakten runt Gandesa består till största delen av jordbruksmark.